# 東山駅 (全北特別自治道)
東山駅（トンサンえき）は、大韓民国全北特別自治道全州市徳津区にある韓国鉄道公社（KORAIL）全羅線の駅である。

## 歴史
- 1915年1月16日：開業。
- 1988年10月27日：貨物取扱中止。
- 2009年7月1日：旅客取扱中止。

## 隣の駅
韓国鉄道公社
全羅線
参礼駅 - 東山駅 - 全州駅
北全州線（貨物線）
東山駅 - 北全州駅